# Martina Ritter
Martina Ritter (* 23. September 1982 in Linz) ist  eine ehemalige österreichische Radrennfahrerin und achtfache Staatsmeisterin (2013–2018).

## Werdegang
Ritter wurde 2012 österreichische Staatsmeisterin im Bergfahren und 2013 im Einzelzeitfahren. Die Silbermedaille gewann sie 2012 im Einzelzeitfahren, 2012 und 2013 im Straßenrennen und 2013 in der Disziplin Kriterium. Bei den UCI-Straßen-Weltmeisterschaften 2012 startete sie im Einzelzeitfahren und wurde 23. 2013 wurde sie in dieser Disziplin 29. In den Jahren 2012 und 2013 belegte sie jeweils in der Gesamtwertung der Czech Cycling Tour Platz drei. 2015 wurde sie österreichische Meisterin im Straßenrennen, 2016 zum vierten Mal im Einzelzeitfahren. 2015 wurde Ritter bei den European Games in Baku 5. im Einzelzeitfahren.
Ritter startete im Straßenrennen der Olympischen Spiele in Rio de Janeiro und belegte Rang 46. Bei den Europameisterschaften 2017 in Dänemark belegte Ritter den 5. Platz im Einzelzeitfahren. Bei den UCI-Straßen-Weltmeisterschaften 2017 im norwegischen Bergen belegte Ritter im Straßenrennen Rang 24 und im Einzelzeitfahren Rang 29.
Ursprünglich wollte Martina Ritter ihre aktive Radsportlaufbahn nach der Olympiasaison beenden. Nachdem sie jedoch ein Angebot des britischen Radsportteams Drops Cycling Teams erhalten hatte, beschloss sie, ihr bisheriges Team BTC City Ljubljana zu verlassen und als einzige Profiradsportlerin Österreichs bis zu den heimischen UCI-Straßen-Weltmeisterschaften 2018 in Tirol weiter aktiv zu sein.
Sie belegte in Innsbruck im Einzelzeitfahren den 25. Rang. Zu Ende der Saison 2019 trat sie vom Radsport zurück.

## Privates
Martina Ritter schloss ein Studium der Wirtschaftswissenschaften und Wirtschaftspädagogik ab. Sie lebt in ihrem Geburtsort Linz und war Geschäftsführerin der Sportunion Oberösterreich. Seit August 2019 arbeitet Ritter als Controllerin bei Backaldrin.

## Erfolge
2013
- Staatsmeisterin – Einzelzeitfahren

2014
- Staatsmeisterin – Einzelzeitfahren
- Nagrada Ljubljane TT

2015
- Staatsmeisterin – Straßenrennen, Einzelzeitfahren

2016
- Staatsmeisterin – Einzelzeitfahren

2017
- eine Etappe Gracia Orlová
- Staatsmeisterin – Straßenrennen, Einzelzeitfahren

2018
- Staatsmeisterin – Einzelzeitfahren